# Bibenzil
Bibenzil (1,2-difeniletano) é um composto químico aromático que pode ser considerado um derivado do etano no qual um grupo fenil é acoplado a cada átomo de carbono.

## Ocorrências naturais
Bibenzil forma o núcleo central de alguns produtos naturais como diidrostilbenóides e alcalóidese isoquinolina.